# Brittany Murphy
Brittany Anne Monjack-Murphy, geboren als Brittany Anne Bertolotti (Atlanta (Georgia), 10 november 1977 – Los Angeles (Californië), 20 december 2009), was een Amerikaanse actrice en zangeres. Ze won in 2005 een Annie Award voor het inspreken van de stem van Luane Platter in de animatieserie King of the Hill. Daarnaast werd ze genomineerd voor onder meer een Golden Satellite Award voor haar bijrol in de thriller Don't Say a Word. Murphy overleed op 32-jarige leeftijd als gevolg van een longontsteking, overmatig medicijngebruik en bloedarmoede.

## Biografie
Murphy was de dochter van de Italo-Amerikaan Angelo Bertolotti en Sharon Murphy. Toen haar ouders scheidden, nam ze de achternaam van haar moeder aan. Murphy zong op haar negende als achtergrondzangeres in de musical Les Misérables. Dit was het begin van haar carrière in de amusementsindustrie.
Murphy kreeg op haar veertiende een rol in de serie Drexell's Class, waarin ze een jaar speelde. Daarna speelde ze gastrollen in verschillende series en ze verzorgde de stem van Luanne Platter in de populaire Amerikaanse tekenfilmserie King of the Hill, wat ze haar hele carrière is blijven doen. In 1995 speelde ze een bijrol in haar eerste grote speelfilm Clueless, waarna ze in verschillende A-films speelde, zoals het met een Oscar bekroonde Girl, Interrupted. Andere hoogtepunten waren Don't Say a Word, 8 Mile, Uptown Girls en Sin City. In 2006 leende ze haar stem aan de pinguïn Gloria in de animatiefilm Happy Feet. Murphy zong voor deze film ook het nummer Boogie Wonderland opnieuw in.
Murphy had een relatie met acteur Ashton Kutcher, met wie ze samen in Just Married speelde. Ze was verloofd met talentscout Jeff Kwitanetz en met cameraman Joe Macaluso, zonder dat er een bruiloft volgde. In 2007 trad ze uiteindelijk in het huwelijk met Simon Monjack.

### Overlijden
Murphy werd op 20 december 2009 door haar moeder bewusteloos gevonden in de douche van het huis van Monjack. Hulpdiensten probeerden haar op weg naar het ziekenhuis tevergeefs te reanimeren. Bij aankomst werd Murphy dood verklaard. Begin februari 2010 werd door de lijkschouwer bekendgemaakt dat ze overleden was aan de gevolgen van een longontsteking, ijzertekort, bloedarmoede en een overmatig gebruik van legale geneesmiddelen. Zij werd begraven op het Forest Lawn Memorial Park in de Hollywood Hills.
Op 24 mei 2010 werd bekend dat ook haar man Simon Monjack was overleden, 40 jaar oud. Hij werd dood aangetroffen in het echtelijke huis en bleek eveneens aan een longontsteking overleden te zijn. In juli 2010 werd het huis van Murphy en Monjack onderzocht op de aanwezigheid van schimmels welke de aandoening zouden kunnen hebben veroorzaakt.
De film Abandoned waar Murphy in speelde kwam direct op video uit, hierin speelde ze de hoofdrol. De laatste film waar Murphy in gespeeld heeft, is Something Wicked die in april 2014 in de Verenigde Staten en in september 2014 wereldwijd werd uitgebracht.

### Biografische film
Bijna vijf jaar na haar vroegtijdige dood verscheen er een biopic over het leven van Murphy, getiteld The Brittany Murphy Story. De film is een kroniek van de actrice in haar jongere jaren, haar dagen van roem en de periode rond en na haar uiteindelijke dood in 2009 en werd op zaterdag 6 september 2014 uitgezonden op het Amerikaanse televisiekanaal Lifetime.
De film vertelt het verhaal van een ambitieuze Murphy, gespeeld door Amanda Fuller, die door haar al even gedreven moeder, gespeeld door Sherilyn Fenn, wordt aangespoord een ster te worden. Murphy slaagt hier uiteindelijk in met de cultklassieker Clueless in 1995. In de nasleep van haar dood is te zien hoe haar vader in 2013 beweert dat zijn dochter vergiftigd is en eist dat het onderzoek naar haar dood wordt heropend. "Haar behoefte aan goedkeuring en de onzekerheid over haar uiterlijk maakten haar privéleven tot een ramp", zegt Lifetime in een verklaring, die is opgetekend door The Wrap.

## Prijzen
In 1996 was ze genomineerd voor een Young Artist Award voor beste vrouwelijke bijrol voor haar rol in Clueless.
In 1999 was ze weer genomineerd, deze keer voor haar rol in de telefilm David & Lisa. In 2000 was ze eveneens genomineerd voor een Young Artist Award. Deze keer voor beste vrouw in een hoofdrol voor haar rol in Girl, Interrupted, waarin ze een bijrol speelde.
In 1997 en 2000 was ze genomineerd voor een Annie Award, een onderscheiding voor animatiefilms, voor haar vertolking van Luanne Platter in King of the Hill. In 2005 sleepte ze hem eindelijk in de wacht.
In 2002 was ze genomineerd voor de Satellite Awards voor beste vrouwelijke bijrol. In datzelfde jaar won ze een Young Hollywood Award voor haar prestaties als jonge actrice (25 jaar).
In 2003 was ze vier keer genomineerd voor een Teen Choice Award; tweemaal in de categorie beste actrice in de films 8 Mile en Just Married en tweemaal voor diezelfde films voor beste kus met respectievelijk Eminem en Ashton Kutcher. In 2005 was ze nogmaals genomineerd voor de Teen Choice Award voor beste actrice voor haar rol in Little Black Book.
Voor Just Married was ze in 2004 eveneens genomineerd voor een Razzie in twee categorieën: slechtste actrice in een bijrol en slechtste duo.